# Nucula hawaiensis
Nucula hawaiensis is een tweekleppigensoort uit de familie van de Nuculidae. De wetenschappelijke naam van de soort is voor het eerst geldig gepubliceerd in 1921 door Pilsbry.